# Waitaha-Pinguin
Der Waitaha-Pinguin (Megadyptes waitaha) ist eine ausgestorbene Pinguin-Art, die bis zum Holozän auf der Südinsel von Neuseeland vorkam. Er war nahe mit dem Gelbaugenpinguin (Megadyptes antipodes) verwandt. Das Artepitheton Waitaha bezieht sich auf den ersten Maori-Stamm, der die Südinsel von Neuseeland besiedelte, bevor er von den Kāti Māmoe verdrängt wurde.  

## Entdeckung und Merkmale
Der Holotypus ist ein kompletter linker Oberschenkelknochen. Das als Paratypus gekennzeichnete Material umfasst je einen linken und rechten Oberschenkelknochen. Weiteres zugeschriebenes Material besteht aus Coracoids, weiteren Oberschenkelknochen, Oberarmknochen, Schädelfragmenten, Gabelbeinen, Becken, Ellenknochen, Tibiotarsi und Tarsometatarsi.
Die Knochen von Megadyptes waitaha sind dünner und kleiner als die von Megadyptes antipodes. Die Art bildet eine eigene genetische Gruppe, basierend auf der hypervariablen Region I (HVI) der mitochondrialen Kontrollgruppe. Die genetische Divergenz von Megadyptes antipodes in der HVI mtDNA beträgt 2,24 bis 4,23 Prozent im Vergleich zur mitochondrialen Genomsequenz von Eudyptes chrysocome.
Zunächst wurde vermutet, dass der Waitaha-Pinguin eine Population des Gelbaugenpinguins repräsentierte, eine Art, die seit der Besiedlung durch den Menschen bedroht ist. Doch die DNA-Analyse der 500 Jahre alten subfossilen Knochen ergab ein unerwartetes Ergebnis. Die leitende Forscherin Sanne Boessenkool bemerkte, „dass der Waitaha-Pinguin etwa 10 % kleiner als der Gelbaugenpinguin war und dass beide Arten sind sehr eng miteinander verwandt waren“. Jedoch konnte sie nicht sagen, „ob der Waitaha-Pinguin eine gelbe Krone hatte.“ Jeremy Austin, stellvertretender Direktor des Australasian Centre for Ancient DNA, erklärte „Unsere Ergebnisse zeigen, dass Gelbaugenpinguine auf dem neuseeländischen Festland kein Relikt einer früheren, reichhaltigen Population sind, sondern erst in geschichtlich kurzer Zeit aus der Subantarktis kamen und den ausgestorbenen Waitaha-Pinguin ersetzten“.

## Aussterben
Der geschätzte Aussterbezeitraum liegt zwischen den Jahren 1300 und 1500. Da die genaue Aussterbeursache unbekannt ist, vermutet Boessenkool, dass der Waitaha-Pinguin wahrscheinlich von den Siedlern ausgerottet wurde. „Die Tatsache, dass wir diese Knochen in archäologischen Stätten, Dörfern oder Siedlungen fanden, legt nahe, dass die Jagd eine Rolle spielte. Die Vögel waren ein leichtes Ziel, leicht zu erbeuten und es gab nie sehr viele von ihnen.“  Nach ihrem Verschwinden wurde ihr Verbreitungsgebiet von Gelbaugenpinguinen besiedelt, die zuvor vor allem auf den subantarktischen Inseln weiter südlich vorkamen. Der Rückgang der Seelöwenpopulationen nach der Besiedlung durch den Menschen könnte auch ihre Ausbreitung begünstigt haben. Ein weiterer Mitautor, Dr. Phil Seddon, sagte: „Diese unerwarteten Ergebnisse unterstreichen … die dynamische Natur von Ökosystemveränderungen, bei denen der Verlust einer Art Chancen für die Ausbreitung einer anderen eröffnen kann.“